# 黎巴嫩国家电力公司

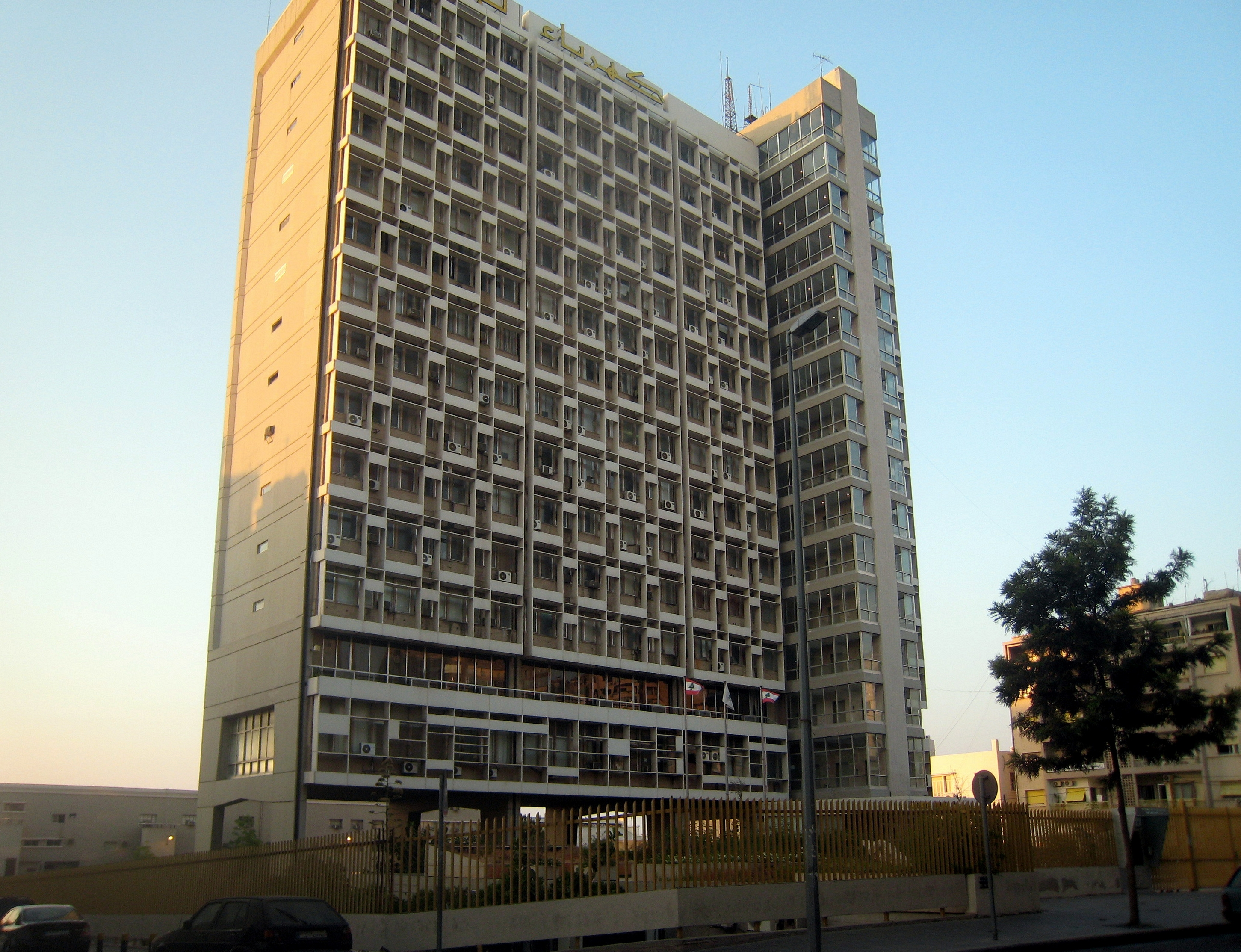
黎巴嫩国家电力公司位於貝魯特的總部

黎巴嫩国家电力公司（法語：Électricité du Liban，EDL）是黎巴嫩的一家電力公司，控制着该国90%的电力生产、传输和分配活动。該公司成立於1964年7月。 